# كاميرون هيرنغ
كاميرون هيرنغ (15 يوليو 1994 في المملكة المتحدة - ) (بالإنجليزية: Cameron Herring)‏ هو لاعب كريكت بريطاني. لعب مع نادي مقاطعة غلوستر للكريكت ‏ ونادي مقاطعة غلاموركن للكريكت ‏.

## وصلات خارجية
- كاميرون هيرنغ على موقع إي آس بي آن كريك إنفو (الإنجليزية)